# Tokai Challenger
Tokai Challenger je sončni avtomobil, ki so ga zasnovali pri japonski univerzi Tokai. Med letoma 2009 in 2011 je zmagal na World Solar Challenge - dirki po Avstraliji. Tokai Challenger je prepotoval 2998 km v 29 urah in 49 minutah pri povprečni hitrost 100,54 km/h.
Tokai je zmagal tudi na 2010 South African Solar Challenge v Južni Afkriki. Prepotoval je 4061,8 km v 45 urah in 5 minutah pri povprečni hitrosti 90,1 km/h.

## Specifikacije
| Dolžina           | 4980 mm                                   |
| Širina            | 1640 mm                                   |
| Višina            | 930 mm                                    |
| Teža              | 160 kg (z baterijom brez voznika)         |
| Medosna razdalja  | 2100 mm                                   |
| Potovalna hitrost | 100 km/h                                  |
| Največja hitrost  | 160 km/h (ocenjena)                       |
| Sončne celice     | Moč= 1,8 kW, izkoristek 30% (Sharp Solar) |
| Motor             | 97% brezkrtačni na enosmerni tok          |
| Baterija          | 25 kg Litij-ionska baterija(Panasonic)    |
| Trup              | CFRP                                      |
| Gume              | 95/80-R16 Michelin (radialne)             |
| Zavore            | Diskaste in regenerativen                 |